# Euaspilates spinataria
Euaspilates spinataria är en fjärilsart som beskrevs av Alpheus Spring Packard 1874. Euaspilates spinataria ingår i släktet Euaspilates och familjen mätare. Inga underarter finns listade i Catalogue of Life.